# End-of-year Internationals 2012
Die End-of-year Internationals 2012 (auch als Autumn Internationals 2012 bezeichnet) waren eine vom 20. Oktober bis zum 1. Dezember 2012 stattfindende Serie von internationalen Rugby-Union-Spielen zwischen Mannschaften der ersten, zweiten und dritten Stärkeklasse.
In diesem Jahr hatten die Internationals einen großen Einfluss auf die Gruppeneinteilung bei der Weltmeisterschaft 2015, da die Platzierung der bereits qualifizierten Mannschaften in der Weltrangliste nach Abschluss der Internationals ausschlaggebend war für die Einteilung der Lostöpfe, aus denen dann die Gruppen gezogen wurden.

## Ergebnisse

### Drittes Spiel um den Bledisloe Cup
| 20. Oktober 2012 20:00 AEST | Australien                                                       | 18 : 18        | Neuseeland                                            | Suncorp Stadium, Brisbane Zuschauer: 51.888 Schiedsrichter: Craig Joubert (Südafrika) |
| 20. Oktober 2012 20:00 AEST | Straftritte: Harris (5/5) 2., 27., 31., 40., 74. Beale (1/2) 50. | (12:6) Bericht | Straftritte: Carter (6/8) 6., 10., 52., 54., 66., 70. | Suncorp Stadium, Brisbane Zuschauer: 51.888 Schiedsrichter: Craig Joubert (Südafrika) |

### Woche 1
| 4. November 2012 14:00 WEZ | Oxford University | 15 : 29 | Russland | Oxford University Sports Centre, Oxford Schiedsrichter: Tim Wigglesworth (England) |
| 4. November 2012 14:00 WEZ | Bericht           |         |          | Oxford University Sports Centre, Oxford Schiedsrichter: Tim Wigglesworth (England) |

### Woche 2
| 9. November 2012 18:00 WEZ | Vereinigte Staaten | 40 : 26        | Russland | Eirias Stadium, Colwyn Bay Schiedsrichter: Leighton Hodges (Wales) |
| 9. November 2012 18:00 WEZ | Versuche: Fry 6. erh. L’Estrange 17. erh. Doyle 26. erh. Wyles 46. erh. Shaw (2) 50. n.erh., 58. erh. Erhöhungen: Wyles (5/6) 7., 18., 37., 47., 59. | (9:21) Bericht | Versuche: Ostrouschko 53. n.erh. Temnow (2) 61. n.erh., 71. erh. Erhöhungen: Kljutschnikow (1/3) Straftritte: Kljutschnikow (3/4) 2., 12., 25. | Eirias Stadium, Colwyn Bay Schiedsrichter: Leighton Hodges (Wales) |

| 9. November 2012 20:00 WEZ | Kanada                                                                    | 12 : 42        | Samoa | Eirias Stadium, Colwyn Bay Zuschauer: 2.859 Schiedsrichter: Francisco Pastrana (Argentinien) |
| 9. November 2012 20:00 WEZ | Versuche: Moonlight 70. n.erh. Braid 74. erh. Erhöhungen: Pritchard (1/2) | (0:22) Bericht | Versuche: Tuifu’a 4. erh. Lilomaiava (4) 16. n.erh., 21. erh., 41. erh., 66. erh. Erhöhungen: So’oialo (4/5) Straftritte: So’oialo (3/3) 14., 50., 54. | Eirias Stadium, Colwyn Bay Zuschauer: 2.859 Schiedsrichter: Francisco Pastrana (Argentinien) |

| 10. November 2012 14:30 WEZ | England | 54 : 12        | Fidschi                                                                | Twickenham Stadium, London Zuschauer: 82.000 Schiedsrichter: Glen Jackson (Neuseeland) |
| 10. November 2012 14:30 WEZ | Versuche: Sharples (2) 21. erh., 57. erh. Strafversuch 35. erh. Monye 40. n.erh. Johnson 47. erh. Tuilagi (2) 68. n.erh., 75. erh. Erhöhungen: Flood (4/6) Farrell (1/1) Straftritte: Flood (3/3) 18., 25., 42. | (25:0) Bericht | Versuche: Matawalu 55. n.erh. Kalu 79. erh. Erhöhungen: Matavesi (1/2) | Twickenham Stadium, London Zuschauer: 82.000 Schiedsrichter: Glen Jackson (Neuseeland) |

| 10. November 2012 14:30 WEZ | Wales                                          | 12 : 26       | Argentinien | Millennium Stadium, Cardiff Zuschauer: 51.442 Schiedsrichter: Romain Poite (Frankreich) |
| 10. November 2012 14:30 WEZ | Straftritte: Halfpenny (4/4) 5., 13., 26., 47. | (9:6) Bericht | Versuche: Imhoff 54. erh. Camacho 59. erh. Erhöhungen: Sánchez (2/2) Straftritte: Contepomi (1/2) 3. Sánchez (1/3) 71. Dropgoals: Sánchez (2) 9., 51. | Millennium Stadium, Cardiff Zuschauer: 51.442 Schiedsrichter: Romain Poite (Frankreich) |

| 10. November 2012 15:00 MEZ | Italien | 28 : 23         | Tonga | Stadio Mario Rigamonti, Brescia Zuschauer: 18.756 Schiedsrichter: Greg Garner (England) |
| 10. November 2012 15:00 MEZ | Versuche: Cittadini 6. n.erh. Ghiraldini 39. erh. Strafversuch 63. erh. Erhöhungen: Burton (2/3) Straftritte: Burton (3/3) 13., 27., 52. | (18:16) Bericht | Versuche: Taumalolo 33. erh. Vainikolo 67. erh. Erhöhungen: ʻApikotoa (2/2) Straftritte: Apikotoa (3/3) 3., 10., 24. | Stadio Mario Rigamonti, Brescia Zuschauer: 18.756 Schiedsrichter: Greg Garner (England) |

| 10. November 2012 16:00 OEZ | Rumänien | 23 : 34        | Japan | Stadionul Arcul de Triumf, Bukarest Schiedsrichter: Jaco Peyper (Südafrika) |
| 10. November 2012 16:00 OEZ | Versuche: Lemnaru 60. erh. Strafversuch 73. erh. Erhöhungen: Florea (2/2) Straftritte: Filip (3/5) 3., 17., 36. | (9:17) Bericht | Versuche: Kikutani 42. n.erh. Strafversuch 70. erh. Onozawa 71. erh. Erhöhungen: Gorōmaru (2/3) Straftritte: Gorōmaru (5/5) 7., 12., 22., 39., 80. | Stadionul Arcul de Triumf, Bukarest Schiedsrichter: Jaco Peyper (Südafrika) |

| 10. November 2012 17:30 WEZ | Irland                                      | 12 : 16        | Südafrika                                                                                   | Aviva Stadium, Dublin Zuschauer: 49.781 Schiedsrichter: Wayne Barnes (England) |
| 10. November 2012 17:30 WEZ | Straftritte: Sexton (4/6) 6., 10., 20., 30. | (12:3) Bericht | Versuche: Pienaar 44. erh. Erhöhungen: Lambie (1/1) Straftritte: Lambie (3/6) 17., 51., 69. | Aviva Stadium, Dublin Zuschauer: 49.781 Schiedsrichter: Wayne Barnes (England) |

| 10. November 2012 20:45 MEZ | Frankreich | 33 : 6         | Australien                        | Stade de France, Saint-Denis Zuschauer: 65.000 Schiedsrichter: Nigel Owens (Wales) |
| 10. November 2012 20:45 MEZ | Versuche: Picamoles 12. erh. Fofana 54. erh. Strafversuch 63. erh. Erhöhungen: Michalak (3/3) Straftritte: Michalak (2/2) 4., 36. Parra (1/1) 75. Dropgoals: Michalak 39. | (16:6) Bericht | Straftritte: Harris (2/2) 8., 21. | Stade de France, Saint-Denis Zuschauer: 65.000 Schiedsrichter: Nigel Owens (Wales) |

- Dies war Frankreichs erster Sieg über Australien seit 2005.

| 11. November 2012 14:30 WEZ | Schottland | 22 : 51         | Neuseeland | Murrayfield Stadium, Edinburgh Zuschauer: 67.144 Schiedsrichter: Jérôme Garcès (Frankreich) |
| 11. November 2012 14:30 WEZ | Versuche: Visser (2) 12. erh., 50. n.erh. Cross 40. erh. Erhöhungen: Laidlaw (2/3) Straftritte: Laidlaw (1/1) 24. | (17:34) Bericht | Versuche: Dagg 18. erh. Savea (2) 29. erh., 62. erh. Jane 33. erh. Hore 37. erh. Smith 75. erh. Erhöhungen: Carter (6/6) Straftritte: Carter (3/4) 1., 28., 53. | Murrayfield Stadium, Edinburgh Zuschauer: 67.144 Schiedsrichter: Jérôme Garcès (Frankreich) |

| 11. November 2012 17:30 UYT | Uruguay | 25 : 32         | Portugal | Estadio Charrúa, Montevideo Schiedsrichter: Juan Sylvestre (Argentinien) |
| 11. November 2012 17:30 UYT | Versuche: Martínez 7. n.erh. Strafversuch 25. erh. Mieres 61. erh. Erhöhungen: Etcheverry (2/3) Straftritte: Etcheverry (2/4) 42., 48. | (12:18) Bericht | Versuche: Aguilar 14. n.erh. Uva 38. erh. Le Roux 65. erh. Foro 70. erh. Erhöhungen: Leal (3/4) Straftritte: Leal (2/2) 10., 28. | Estadio Charrúa, Montevideo Schiedsrichter: Juan Sylvestre (Argentinien) |

### Woche 3
| 13. November 2012 19:30 WEZ | Leicester Tigers | 32 : 24         | Māori All Blacks                                                                                               | Welford Road, Leicester Zuschauer: 17.206 Schiedsrichter: Andrew Small (England) |
| 13. November 2012 19:30 WEZ | Versuche: Morris 17. erh. Thompstone 29. erh. Erhöhungen: Ford (2/2) Straftritte: Ford (6/7) 2., 8., 12., 22., 43., 66. | (26:17) Bericht | Versuche: Wilson 5. erh. Bateman 39. erh. Ngatai 63. erh. Erhöhungen: Ripia (3/3) Straftritte: Ripia (1/3) 33. | Welford Road, Leicester Zuschauer: 17.206 Schiedsrichter: Andrew Small (England) |

| 13. November 2012 19:45 WEZ | Gloucester Rugby | 31 : 29         | Fidschi | Kingsholm Stadium, Gloucester Zuschauer: 8.147 Schiedsrichter: JP Doyle (England) |
| 13. November 2012 19:45 WEZ | Versuche: Cox 35. erh. Strafversuch (2) 55. erh., 62. erh. Britton 74. erh. Erhöhungen: Robson (4/4) Straftritte: Robson (1/3) 67. | (10:18) Bericht | Versuche: Tuapati 19. n.erh. Matanavou 32. erh. Votu 44. n.erh. Erhöhungen: Ralulu (1/3) Straftritte: Ralulu (4/6) 6., 23., 58., 66. | Kingsholm Stadium, Gloucester Zuschauer: 8.147 Schiedsrichter: JP Doyle (England) |

| 13. November 2012 19:45 WEZ | Newcastle Falcons | 24 : 13       | Tonga                                                                | Kingston Park, Newcastle Zuschauer: 3.389 Schiedsrichter: Sean Davey (England) |
| 13. November 2012 19:45 WEZ | Versuche: MacLeod 27. erh. Strafversuch 57. erh. Wilson 65. erh. Erhöhungen: Hodgson (3/3) Straftritte: Hodgson (1/2) 78. | (7:5) Bericht | Versuche: Fono 6. n.erh. Helu 77. n.erh. Straftritte: Paea (1/1) 43. | Kingston Park, Newcastle Zuschauer: 3.389 Schiedsrichter: Sean Davey (England) |

| 16. November 2012 19:30 WEZ | Wales                                                                                               | 19 : 26         | Samoa | Millennium Stadium, Cardiff Zuschauer: 44.329 Schiedsrichter: Pascal Gaüzère (Frankreich) |
| 16. November 2012 19:30 WEZ | Versuche: Beck 32. erh. Erhöhungen: Halfpenny (1/1) Straftritte: Halfpenny (4/5) 15., 28., 49., 61. | (13:10) Bericht | Versuche: Autagavaia 1. erh. G. Pisi 46. n.erh. Leota 77. n.erh. Erhöhungen: Pisi (1/3) Straftritte: Pisi (3/6) 40., 56., 65. | Millennium Stadium, Cardiff Zuschauer: 44.329 Schiedsrichter: Pascal Gaüzère (Frankreich) |

| 17. November 2012 14:05 WEZ | RFU Championship XV                                                                                      | 21 : 52 | Māori All Blacks | Castle Park Rugby Stadium, Doncaster Zuschauer: 4.956 Schiedsrichter: David Rose (England) |
| 17. November 2012 14:05 WEZ | Versuche: Mama 22. n.erh. Crane 78. erh. Erhöhungen: Sharp (1/1) Straftritte: Roberts (3/5) 4., 11., 42. | (11:21) | Versuche: O’Donnell 14. erh. Baker 28. erh. Ellot 33. erh. Renata 53. erh. Dixon 56. n.erh. Wilson 63. erh. Graham 72. erh. Willison 75. n.erh. Erhöhungen: Ripia (5/7) Renata (1/1) | Castle Park Rugby Stadium, Doncaster Zuschauer: 4.956 Schiedsrichter: David Rose (England) |

| 17. November 2012 14:30 WEZ | England                                                            | 14 : 20         | Australien                                                                                      | Twickenham Stadium, London Zuschauer: 81.361 Schiedsrichter: Romain Poite (Frankreich) |
| 17. November 2012 14:30 WEZ | Versuche: Tuilagi 38. n.erh. Straftritte: Flood (3/3) 2., 23., 33. | (14:11) Bericht | Versuche: Cummins 34. n.erh. Straftritte: Barnes (4/5) 30., 43., 49., 52. Dropgoals: Barnes 12. | Twickenham Stadium, London Zuschauer: 81.361 Schiedsrichter: Romain Poite (Frankreich) |

| 17. November 2012 14:30 WEZ | Schottland                                                                        | 10 : 21        | Südafrika                                                                                                  | Murrayfield Stadium, Edinburgh Zuschauer: 58.893 Schiedsrichter: George Clancy (Irland) |
| 17. November 2012 14:30 WEZ | Versuche: Pyrgos 50. erh. Erhöhungen: Laidlaw (1/1) Straftritte: Laidlaw (1/2) 9. | (3:14) Bericht | Versuche: Strauss (2) 20. n.erh., 45. erh. Erhöhungen: Lambie (1/2) Straftritte: Lambie (3/3) 6., 13., 31. | Murrayfield Stadium, Edinburgh Zuschauer: 58.893 Schiedsrichter: George Clancy (Irland) |

| 17. November 2012 15:00 MZ | Georgien | 22 : 25        | Japan | Micheil-Meschi-Stadion, Tiflis Zuschauer: 15.000 Schiedsrichter: Glen Jackson (Neuseeland) |
| 17. November 2012 15:00 MZ | Versuche: Kwirikaschwili 52. erh. Erhöhungen: Kwirikaschwili (1/1) Straftritte: Kwirikaschwili (5/6) 5., 7., 13., 43., 50. | (6:13) Bericht | Versuche: Onozowa 40. erh. Erhöhungen: Gorōmaru (1/1) Straftritte: Gorōmaru (5/5) 25., 35., 56., 66., 72. Dropgoals: Ono 80. | Micheil-Meschi-Stadion, Tiflis Zuschauer: 15.000 Schiedsrichter: Glen Jackson (Neuseeland) |

| 17. November 2012 15:00 MEZ | Italien                                                                    | 10 : 42        | Neuseeland | Stadio Olimpico, Rom Zuschauer: 73.000 Schiedsrichter: Alain Rolland (Irland) |
| 17. November 2012 15:00 MEZ | Versuche: Sgarbi 25. erh. Erhöhungen: Orquera (1/1) Dropgoals: Orquera 52. | (7:13) Bericht | Versuche: Read 16. erh. Nonu 49. erh. Jane 67. erh. Savea (2) 73. n.erh., 75. erh. Erhöhungen: Cruden (4/5) Straftritte: Cruden (3/3) 12., 19., 44. | Stadio Olimpico, Rom Zuschauer: 73.000 Schiedsrichter: Alain Rolland (Irland) |

| 17. November 2012 17:00 CST | Chile | 22 : 28        | Portugal                                                                                                | Estadio San Carlos de Apoquindo, Santiago Zuschauer: 2.000 Schiedsrichter: Joaquín Montes (Uruguay) |
| 17. November 2012 17:00 CST | Versuche: Huete 28. erh. Erhöhungen: Valderrama (1/1) Straftritte: Pizzaro (1/4) 12. Valderrama (4/5) 24., 37., 45., 56. | (16:9) Bericht | Versuche: Foro 49. erh. Erhöhungen: Leal (1/1) Straftritte: Leal (7/8) 4., 21., 33., 41., 60., 68., 77. | Estadio San Carlos de Apoquindo, Santiago Zuschauer: 2.000 Schiedsrichter: Joaquín Montes (Uruguay) |

| 17. November 2012 17:30 WEZ | Irland XV | 53 : 0         | Fidschi | Thomond Park, Limerick Zuschauer: 17.126 Schiedsrichter: Leighton Hodges (Wales) |
| 17. November 2012 17:30 WEZ | Versuche: Gilroy (3) 9. n.erh., 67. n.erh., 72. erh. McFadden (2) 20. erh., 43. erh. Cronin 21. erh. Cave 30. n.erh. Marshall 78. n.erh. Erhöhungen: Jackson (5/8) Straftritte: Jackson (1/2) 6. | (29:0) Bericht |         | Thomond Park, Limerick Zuschauer: 17.126 Schiedsrichter: Leighton Hodges (Wales) |

| 17. November 2012 18:00 WEZ | Vereinigte Staaten                                                                          | 13 : 22        | Tonga | Eirias Stadium, Colwyn Bay Zuschauer: 2.859 Schiedsrichter: Lourens van der Merwe (Südafrika) |
| 17. November 2012 18:00 WEZ | Versuche: Shaw 38. erh. Erhöhungen: Pangelinan (1/1) Straftritte: Pangelinan (2/4) 28., 45. | (10:5) Bericht | Versuche: Helu 2. n.erh. Lilo 59. erh. Piukuala 75. erh. Erhöhungen: Lilo (2/3) Straftritte: Lilo (1/3) 51. | Eirias Stadium, Colwyn Bay Zuschauer: 2.859 Schiedsrichter: Lourens van der Merwe (Südafrika) |

| 17. November 2012 20:00 WEZ | Kanada | 35 : 3         | Russland                            | Eirias Stadium, Colwyn Bay Schiedsrichter: Francisco Pastrana (Argentinien) |
| 17. November 2012 20:00 WEZ | Versuche: Hassler (2) 19., 57. Paris 42. erh. Blevins 44. n.erh. Erhöhungen: Pritchard (3/4) Straftritte: Pritchard (3/4) 4., 10., 33. | (16:3) Bericht | Straftritte: Kljutschnikow (1/3) 8. | Eirias Stadium, Colwyn Bay Schiedsrichter: Francisco Pastrana (Argentinien) |

| 17. November 2012 21:00 MEZ | Frankreich | 39 : 22         | Argentinien | Stade Pierre-Mauroy, Villeneuve-d’Ascq Zuschauer: 45.000 Schiedsrichter: Steve Walsh (Australien) |
| 17. November 2012 21:00 MEZ | Versuche: Clerc (2) 17. erh., 21. erh. Nyanga 33. erh. Erhöhungen: Michalak (3/3) Straftritte: Michalak (5/6) 3., 59., 67., 72., 77. Dropgoals: Michalak 46. | (24:13) Bericht | Versuche: Bosch 4. erh. Erhöhungen: Sánchez (1/1) Straftritte: Sánchez (4/5) 9., 13., 44., 55. Dropgoals: Sánchez 65. | Stade Pierre-Mauroy, Villeneuve-d’Ascq Zuschauer: 45.000 Schiedsrichter: Steve Walsh (Australien) |

### Woche 4
| 21. November 2012 19:00 MEZ | Basque Selection                                                                               | 19 : 3 | Japan                        | Estadio Mendizorrotza, Vitoria-Gasteiz Zuschauer: 3.458 Schiedsrichter: Andrew McMenemy |
| 21. November 2012 19:00 MEZ | Versuche: Gerber (3) 30. erh., 51. n.erh., 65. erh. Erhöhungen: Yachvili (1/2) Potgieter (1/1) | (7:3)  | Straftritte: Tanabe (1/4) 5. | Estadio Mendizorrotza, Vitoria-Gasteiz Zuschauer: 3.458 Schiedsrichter: Andrew McMenemy |

| 23. November 2012 19:30 WEZ | Kanada                                                                                              | 19 : 32        | Māori All Blacks | Oxford University Sports Centre, Oxford Schiedsrichter: Martin Fox (England) |
| 23. November 2012 19:30 WEZ | Versuche: Barkwill 70. erh. Erhöhungen: Braid (1/1) Straftritte: Pritchard (4/5) 24., 28., 39., 47. | (9:19) Bericht | Versuche: Taylor 25. erh. Ngatai 79. erh. Erhöhungen: Ripia (2/2) Straftritte: Ripia (6/7) 2., 11., 14., 32., 49., 57. | Oxford University Sports Centre, Oxford Schiedsrichter: Martin Fox (England) |

| 24. November 2012 14:00 WEZ | Irland | 46 : 24        | Argentinien | Aviva Stadium, Dublin Zuschauer: 43.406 Schiedsrichter: Jaco Peyper (Südafrika) |
| 24. November 2012 14:00 WEZ | Versuche: Gilroy 10. erh. Sexton (2) 15. erh., 50. erh. Strauss 21. n.erh. Zebo 32. n.erh. Bowe (2) 46. n.erh., 72. erh. Erhöhungen: Sexton (3/6) O’Gara (1/1) Straftritte: Sexton (1/1) 45. | (24:9) Bericht | Versuche: Leonardi 76. erh. Fernández Lobbe 80. n.erh. Erhöhungen: Hernández (1/1) Straftritte: Sánchez (4/6) 13., 18., 30., 42. | Aviva Stadium, Dublin Zuschauer: 43.406 Schiedsrichter: Jaco Peyper (Südafrika) |

| 24. November 2012 14:30 WEZ | England                                                      | 15 : 16       | Südafrika                                                                                  | Twickenham Stadium, London Zuschauer: 81.151 Schiedsrichter: Nigel Owens (Wales) |
| 24. November 2012 14:30 WEZ | Straftritte: Flood (2/3) 5., 12. Farrell (3/4) 61., 72., 78. | (6:9) Bericht | Versuche: Alberts 43. erh. Erhöhungen: Lambie (1/1) Straftritte: Lambie (3/3) 8., 15., 25. | Twickenham Stadium, London Zuschauer: 81.151 Schiedsrichter: Nigel Owens (Wales) |

| 24. November 2012 15:00 WEZ | Schottland                                         | 15 : 21       | Tonga | Pittodrie Stadium, Aberdeen Zuschauer: 20.306 Schiedsrichter: Mathieu Raynal (Frankreich) |
| 24. November 2012 15:00 WEZ | Straftritte: Laidlaw (5/5) 10., 38., 46., 55., 61. | (6:3) Bericht | Versuche: Lokotui 51. erh. Vainikolo 65. n.erh. Erhöhungen: ʻApikotoa (1/2) Straftritte: Apikotoa (3/5) 5., 64., 72. | Pittodrie Stadium, Aberdeen Zuschauer: 20.306 Schiedsrichter: Mathieu Raynal (Frankreich) |

- Dies war Tongas erster Sieg über Schottland.

| 24. November 2012 15:00 MEZ | Italien                                                                                            | 19 : 22        | Australien | Stadio Artemio Franchi, Florenz Zuschauer: 32.500 Schiedsrichter: Lourens van der Merwe (Südafrika) |
| 24. November 2012 15:00 MEZ | Versuche: Barbieri 40. erh. Erhöhungen: Orquera (1/1) Straftritte: Orquera (4/5) 3., 33., 49., 54. | (6:22) Bericht | Versuche: Cummins 18. erh. Erhöhungen: Barnes (1/1) Straftritte: Barnes (3/3) 6., 15., 24. Beale (2/2) 27., 29. | Stadio Artemio Franchi, Florenz Zuschauer: 32.500 Schiedsrichter: Lourens van der Merwe (Südafrika) |

| 24. November 2012 15:00 MZ | Georgien | 19 : 24         | Fidschi | Micheil-Meschi-Stadion, Tiflis Schiedsrichter: Pascal Gaüzère (Frankreich) |
| 24. November 2012 15:00 MZ | Versuche: Chintschagischwili 28. erh. Erhöhungen: Kwirikaschwili (1/1) Straftritte: Kwirikaschwili (4/7) 7., 14., 33., 40. | (19:18) Bericht | Versuche: Ratuva 11. erh. Goneva 18. n.erh. Erhöhungen: Ralulu (1/2) Straftritte: Ralulu (4/6) 5., 35., 66., 76. | Micheil-Meschi-Stadion, Tiflis Schiedsrichter: Pascal Gaüzère (Frankreich) |

| 24. November 2012 16:00 OEZ | Rumänien                    | 3 : 34         | Vereinigte Staaten | Stadionul Arcul de Triumf, Bukarest Schiedsrichter: Leighton Hodges (Wales) |
| 24. November 2012 16:00 OEZ | Straftritte: Filip (1/3) 4. | (3:22) Bericht | Versuche: Suniula 9. erh. Emerick 24. n.erh. Wyles (2) 40. erh., 45. n.erh. Ngwenya 64. erh. Erhöhungen: Wyles (3/5) Straftritte: Wyles (1/3) 37. | Stadionul Arcul de Triumf, Bukarest Schiedsrichter: Leighton Hodges (Wales) |

| 24. November 2012 17:15 WEZ | Wales                                             | 10 : 33        | Neuseeland | Millennium Stadium, Cardiff Zuschauer: 72.732 Schiedsrichter: Craig Joubert (Südafrika) |
| 24. November 2012 17:15 WEZ | Versuche: Williams 56. n.erh. Cuthbert 76. n.erh. | (0:23) Bericht | Versuche: Messam 25. erh. Woodcock 38. erh. Romano 48. erh. Erhöhungen: Cruden (3/3) Straftritte: Cruden (4/4) 9., 18., 22., 42. | Millennium Stadium, Cardiff Zuschauer: 72.732 Schiedsrichter: Craig Joubert (Südafrika) |

| 24. November 2012 18:00 MEZ | Frankreich | 22 : 14        | Samoa                                                          | Stade de France, Saint-Denis Zuschauer: 36.000 Schiedsrichter: John Lacey (Irland) |
| 24. November 2012 18:00 MEZ | Versuche: Michalak 18. erh. Erhöhungen: Michalak (1/1) Straftritte: Parra (1/3) 35. Michalak (4/4) 56., 60., 71., 78. | (10:7) Bericht | Versuche: Lemi 14. erh. Tekori 41. erh. Erhöhungen: Pisi (2/2) | Stade de France, Saint-Denis Zuschauer: 36.000 Schiedsrichter: John Lacey (Irland) |

| 25. November 2012 15:00 MEZ | French Barbarians | 65 : 41 | Japan | Stade Océane, Le Havre Schiedsrichter: Francisco Pastrana (Argentinien) |
| 25. November 2012 15:00 MEZ |                   |         |       | Stade Océane, Le Havre Schiedsrichter: Francisco Pastrana (Argentinien) |

### Woche 5
| 1. Dezember 2012 14:30 WEZ | England | 38 : 21        | Neuseeland                                                                                 | Twickenham Stadium, London Zuschauer: 81.416 Schiedsrichter: George Clancy (Irland) |
| 1. Dezember 2012 14:30 WEZ | Versuche: Barritt 54. n.erh. Ashton 58. n.erh. Tuilagi 62. erh. Erhöhungen: Farrell (1/3) Straftritte: Farrell (4/4) 25., 32., 40., 42. Burns (2/2) 66., 72. Dropgoals: Farrell 38. | (12:0) Bericht | Versuche: Savea (2) 48. erh., 75. erh. Read 51. erh. Erhöhungen: Carter (2/2) Cruden (1/1) | Twickenham Stadium, London Zuschauer: 81.416 Schiedsrichter: George Clancy (Irland) |

- England erzielte die bisher größte Punktedifferenz bei einem Sieg über die All Blacks.
- Dies war Neuseelands erste Niederlage nach 22 Siegen in Folge (und die erste seit dem Weltmeistertitel 2011).

| 1. Dezember 2012 14:30 WEZ | Wales                                           | 12 : 14       | Australien                                                        | Millennium Stadium, Cardiff Zuschauer: 58.114 Schiedsrichter: Wayne Barnes (England) |
| 1. Dezember 2012 14:30 WEZ | Straftritte: Halfpenny (4/5) 18., 23., 55., 60. | (6:9) Bericht | Versuche: Beale 80. n.erh. Straftritte: Beale (3/5) 15., 27., 36. | Millennium Stadium, Cardiff Zuschauer: 58.114 Schiedsrichter: Wayne Barnes (England) |